# Giuseppe Sbaraglini
Giuseppe Sbaraglini (Perugia, 2 novembre 1870 – Assisi, 24 novembre 1947) è stato un avvocato, politico e antifascista italiano.

## Biografia
Di antica famiglia aristocratica, terminati gli studi classici si iscrive alla facoltà di Giurisprudenza dell'Università degli Studi di Perugia, dove si laurea nel 1893. Di orientamento inizialmente repubblicano prende parte ancora studente alla lotta politica ed è membro del Consiglio Direttivo dell'Associazione degli studenti radicali, dove stringe amicizia con Luigi Brizi, futuro primo segretario della sezione socialista di Perugia e fondatore del periodico socialista "Alta Umbria". 
Dalla sua amicizia con Brizi matura probabilmente la scelta di passare dal campo repubblicano a quello socialista. 
Dopo la laurea entra nello studio dell'avvocato Alessandro Bianchi, celebre penalista perugino. Si distingue sin da subito nell'esercizio della sua professione, ottenendo incarichi importanti e mettendo le sue qualità di difensore a disposizione degli umili e dei perseguitati politici. Definito per la sua abilità oratoria «l'usignolo del socialismo perugino», è sempre in prima fila sia nell'attività organizzativa del partito che nella propaganda elettorale. Nel 1914 viene eletto consigliere provinciale per il mandamento di Città della Pieve. Deputato alla Camera per il primo collegio di Perugia nelle legislature del 1919 e del 1921, è autore di numerose interpellanze e interrogazioni; nel corso della XXVI legislatura la sua attività parlamentare è caratterizzata da una continua e coraggiosa denuncia degli atti illegali compiuti dai fascisti. Nel 1920 è eletto amministratore del Comune di Perugia e nominato Presidente del Consiglio provinciale. 

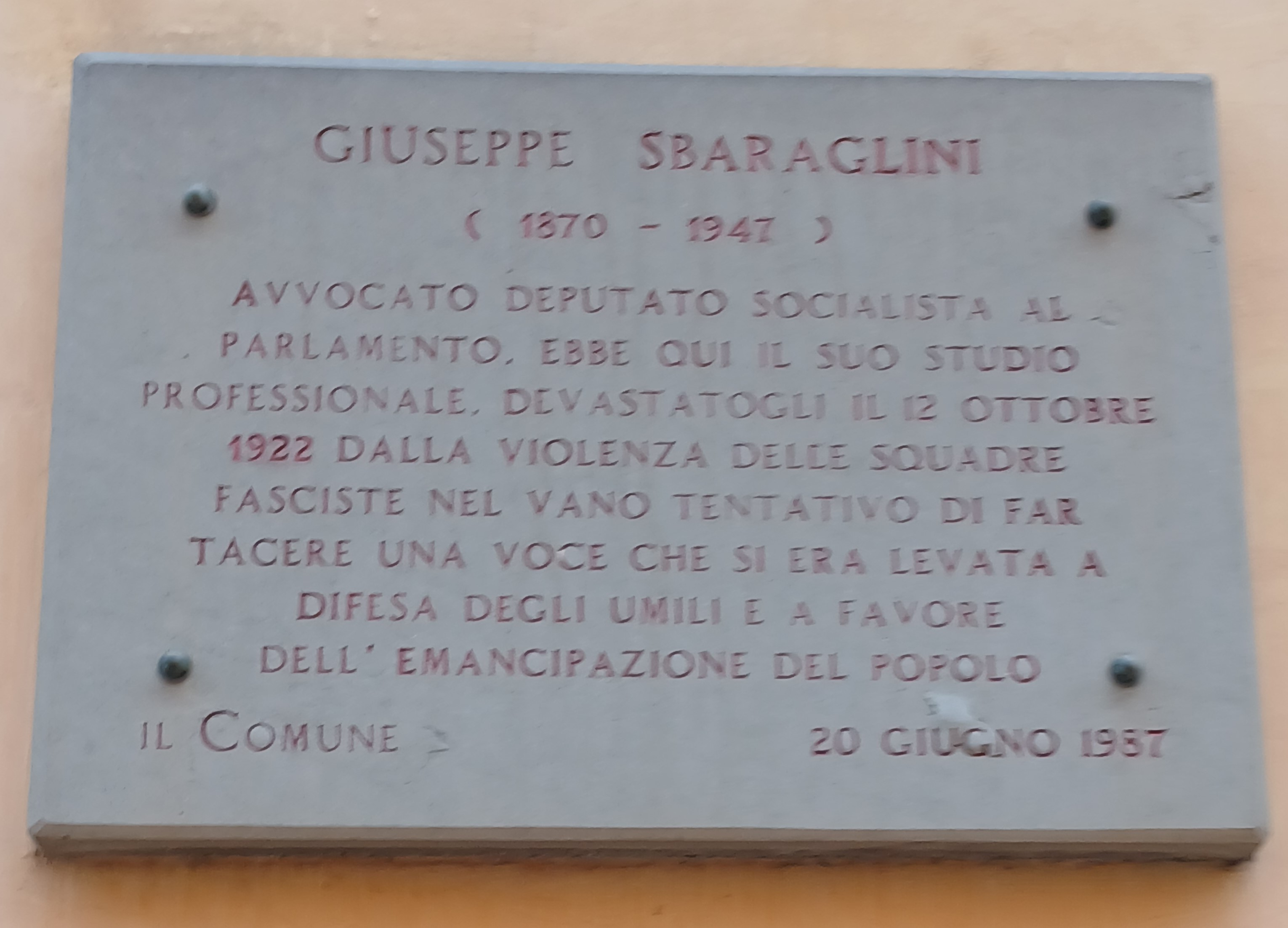
Memoria dell'incursione subita dallo Sbaraglini a Perugia

In seguito allo scoppio dei movimenti contadini per il rinnovo dei patti colonici si pone a difesa dei colpiti dalla reazione agraria. Ritenuto soggetto tra i più pericolosi, negli anni del fascismo è sottoposto a numerosi atti di persecuzione, con assalti alla propria abitazione e al proprio studio legale, che rimane completamente devastato nell'incursione del 12 ottobre 1922. Quella mattina si era diffusa la notizia che, a causa della costituzione di parte civile fatta da Sbaraglini, la sezione d'Accusa aveva deciso per il rilascio di due soli dei cinque fascisti implicati nel processo per l'omicidio di Giovanni Allegrucci. Dopo un improvvisato comizio tenuto in corso Vannucci, nel quale viene decretato il bando dello Sbaraglini, una squadra fascista fa irruzione nel suo studio, distruggendolo. Il fatto suscita molto scalpore, tanto da trovare spazio non solo sulla stampa locale ma anche nazionale. 
A seguito di un'indagine avviata dal Ministero dell'interno vengono attribuite gravi responsabilità al prefetto e al commissario della P.S. per non aver predisposto un adeguato servizio d'ordine. Costretto a lasciare Perugia, Sbaraglini si trasferisce a Roma e nel luglio del 1924 a Terni, abbandonando ogni attività politica. Il 18 novembre 1926 viene condannato a cinque anni di confino per "aver commesso atti diretti a sovvertire in modo violento l'ordinamento nazionale". Arrestato il 26 novembre viene trasferito nel carcere di Palermo e da lì condotto all'isola di Ustica. Qui stringe amicizia con Antonio Gramsci e Amadeo Bordiga. Il ricorso predisposto da Sbaraglini contro il confino di polizia, respinto una prima volta, viene accolto nel settembre 1927 dalla Commissione d'appello che commuta il confino in diffida. 
Ritornato a Terni riprende la professione di avvocato, ma la stretta vigilanza su di lui da parte del regime continua fino alla fine del 1942. Durante i bombardamenti su Terni dell'11 agosto 1943 la sua abitazione e il suo studio rimangono irrimediabilmente danneggiati. Si trasferisce allora ad Assisi, facendo ritorno nella vecchia casa paterna. Dopo la Liberazione riprende la sua attività nel Partito socialista italiano. Nel 1945, stanco e malato, preferisce declinare la proposta di partecipare come Ministro nel governo di Ferruccio Parri. 
Fece parte della Massoneria, fu membro della loggia di Perugia Francesco Guardabassi.
Il 26 ottobre 1946 viene eletto sindaco di Assisi, città dove muore poco più di un anno dopo, all'età di 77 anni.